# Fissistigma globosum
Fissistigma globosum là loài thực vật có hoa thuộc họ Na. Loài này được C.Y.Wu ex P.T.Li mô tả khoa học đầu tiên năm 1976.